# كاميلي هوارد
كاميلي هوارد (بالإنجليزية: Camille Howard)‏ هي عازفة بيانو أمريكية، ولدت في 29 مارس 1914 في غالفستون في الولايات المتحدة، وتوفيت في 10 مارس 1993 في لوس أنجلوس في الولايات المتحدة.

## وصلات خارجية
- كاميلي هوارد على موقع ميوزك برينز (الإنجليزية)
- كاميلي هوارد على موقع أول ميوزيك (الإنجليزية)
- كاميلي هوارد على موقع ديسكوغز (الإنجليزية)